# Cordal de Neda
El cordal de Neda es una sierra montañosa que forma parte de los montes septentrionales de la comunidad gallega. Hace de límite entre los ayuntamientos de Abadín y Pastoriza. Es una de las sierras más destacables de la provincia de Lugo, donde en ella nace los ríos Gontán y Pequeno; formando valles muy jóvenes. Su punto culminante es el pico Neda, a la que se sube en coche sin ningún problema.
Al lado de este sistema montañoso discurre una parte del Camino Norte de Santiago.